# NGC 3677
NGC 3677 (również PGC 35181 lub UGC 6441) – galaktyka spiralna (S0-a), znajdująca się w gwiazdozbiorze Wielkiej Niedźwiedzicy. Odkrył ją John Herschel 19 marca 1828 roku.
W galaktyce tej zaobserwowano supernową SN 1999ew.